# Болоњано
Болоњано (итал. Bolognano) је насеље у Италији у округу Пескара, региону Абруцо.
Према процени из 2011. у насељу је живело 227 становника. Насеље се налази на надморској висини од 297 м.

## Становништво
| 1931. | 1936. | 1951. | 1961. | 1971. | 1981. | 1991. | 2001. | 2011. |
| ----- | ----- | ----- | ----- | ----- | ----- | ----- | ----- | ----- |
| 2.467 | 2.558 | 2.696 | 2.055 | 1.441 | 1.352 | 1.339 | 1.269 | 1.157 |